# Eliminatórias da Copa do Mundo FIFA de 2026 – UEFA (Grupo J)
O Grupo J das eliminatórias da UEFA para a Copa do Mundo FIFA de 2026 é formado por Bélgica, Cazaquistão, Liechtenstein e Macedônia do Norte  e País de Gales.
O vencedor do grupo se classifica automaticamente para a Copa do Mundo de 2026, enquanto o segundo colocado avança para a segunda fase.

## Classificação
| Pos | Equipe             | Pts | J | V | E | D | GP | GC | SG | Classificado               |  |        |        |        |        |        |
| --- | ------------------ | --- | - | - | - | - | -- | -- | -- | -------------------------- |  | ------ | ------ | ------ | ------ | ------ |
| 1   | Macedônia do Norte | 8   | 4 | 2 | 2 | 0 | 6  | 2  | +4 | Copa do Mundo FIFA de 2026 |  | —      | 1–1    | 1–1    | 13 Out | 7 Set  |
| 2   | País de Gales      | 7   | 4 | 2 | 1 | 1 | 10 | 6  | +4 | Segunda fase               |  | 18 Nov | —      | 13 Out | 3–1    | 3–0    |
| 3   | Bélgica            | 4   | 2 | 1 | 1 | 0 | 5  | 4  | +1 | Eliminado                  |  | 10 Out | 4–3    | —      | 7 Set  | 18 Nov |
| 4   | Cazaquistão        | 3   | 3 | 1 | 0 | 2 | 3  | 4  | −1 | Eliminado                  |  | 0–1    | 4 Set  | 15 Nov | —      | 10 Out |
| 5   | Liechtenstein      | 0   | 3 | 0 | 0 | 3 | 0  | 8  | −8 | Eliminado                  |  | 0–3    | 15 Nov | 4 Set  | 0–2    | —      |

## Partidas
A lista de jogos foi confirmada pela UEFA em 13 de dezembro de 2024 após o sorteio. Os horários são CET/CEST, conforme listados pela UEFA (os horários locais, se diferentes, estão entre parênteses).
| 22 de março de 2025 | Liechtenstein | 0 – 3                             | Macedônia do Norte                       | Rheinpark Stadion, Vaduz                   |
| 15:00               |               | Relatório (FIFA) Relatório (UEFA) | Trajkovski 7' · Musliu 42' · Miovski 84' | Público: 4 094 Árbitro: UKR Mykola Balakin |

| 22 de março de 2025 | País de Gales                             | 3 – 1                             | Cazaquistão           | Cardiff City Stadium, Cardiff               |
| 20:45 (19:45 UTC+0) | D. James 9' · B. Davies 47' · Matondo 90' | Relatório (FIFA) Relatório (UEFA) | Tagybergen 32' (pen.) | Público: 32 473 Árbitro: LTU Donatas Rumšas |

| 25 de março de 2025 | Liechtenstein | 0 – 2                             | Cazaquistão                   | Rheinpark Stadion, Vaduz                |
| 20:45               |               | Relatório (FIFA) Relatório (UEFA) | Samorodov 42' · Marochkin 45' | Público: 1 123 Árbitro: SCO John Beaton |

| 25 de março de 2025 | Macedônia do Norte | 1 – 1                             | País de Gales | Arena Toše Proeski, Escópia                 |
| 20:45               | Miovski 90+1'      | Relatório (FIFA) Relatório (UEFA) | Brooks 90+6'  | Público: 23 114 Árbitro: FRA Jérôme Brisard |

| 6 de junho de 2025 | Macedônia do Norte | 1 – 1                             | Bélgica       | Arena Toše Proeski, Escópia                 |
| 20:45              | Alioski 86'        | Relatório (FIFA) Relatório (UEFA) | De Cuyper 28' | Público: 23 070 Árbitro: ENG Chris Kavanagh |

| 6 de junho de 2025  | País de Gales                      | 3 – 0                             | Liechtenstein | Cardiff City Stadium, Cardiff                      |
| 20:45 (19:45 UTC+1) | Rodon 39' · Wilson 65' · Moore 68' | Relatório (FIFA) Relatório (UEFA) |               | Público: 30 646 Árbitro: GRE Anastasios Papapetrou |

| 9 de junho de 2025  | Cazaquistão | 0 – 1                             | Macedônia do Norte | Astana Arena, Astana                     |
| 16:00 (19:00 UTC+5) |             | Relatório (FIFA) Relatório (UEFA) | Trajkovski 33'     | Público: 27 694 Árbitro: SVK Filip Glova |

| 9 de junho de 2025 | Bélgica                                                      | 4 – 3                             | País de Gales                                  | Estádio Rei Balduíno, Bruxelas            |
| 20:45              | Lukaku 15' (pen.) · Tielemans 19' · Doku 27' · De Bruyne 88' | Relatório (FIFA) Relatório (UEFA) | Wilson 45+7' (pen.) · Thomas 51' · Johnson 69' | Público: 33 653 Árbitro: BIH Irfan Peljto |

| 4 de setembro de 2025 | Cazaquistão | –         | País de Gales | Astana Arena, Astana |
| 16:00 (19:00 UTC+5)   |             | FIFA UEFA |               |                      |

| 4 de setembro de 2025 | Liechtenstein | –         | Bélgica | Rheinpark Stadion, Vaduz |
| 20:45                 |               | FIFA UEFA |         |                          |

| 7 de setembro de 2025 | Macedônia do Norte | –         | Liechtenstein | Arena Toše Proeski, Escópia |
| 18:00                 |                    | FIFA UEFA |               |                             |

| 7 de setembro de 2025 | Bélgica | –         | Liechtenstein | Estádio Rei Balduíno, Bruxelas |
| 20:45                 |         | FIFA UEFA |               |                                |

| 10 de outubro de 2025 | Cazaquistão | –         | Liechtenstein | Astana Arena, Astana |
| 16:00 (19:00 UTC+5)   |             | FIFA UEFA |               |                      |

| 10 de outubro de 2025 | Bélgica | –         | Macedônia do Norte | Estádio Rei Balduíno, Bruxelas |
| 20:45                 |         | FIFA UEFA |                    |                                |

| 13 de outubro de 2025 | Macedônia do Norte | –         | Cazaquistão | Arena Toše Proeski, Escópia |
| 20:45                 |                    | FIFA UEFA |             |                             |

| 13 de outubro de 2025 | País de Gales | –         | Bélgica | Cardiff City Stadium, Cardiff |
| 20:45 (19:45 UTC+1)   |               | FIFA UEFA |         |                               |

| 15 de novembro de 2025 | Cazaquistão | –         | Bélgica | Astana Arena, Astana |
| 15:00 (19:00 UTC+5)    |             | FIFA UEFA |         |                      |

| 15 de novembro de 2025 | Liechtenstein | –         | País de Gales | Rheinpark Stadion, Vaduz |
| 18:00                  |               | FIFA UEFA |               |                          |

| 18 de novembro de 2025 | Bélgica | –         | Liechtenstein | Estádio Rei Balduíno, Bruxelas |
| 20:45                  |         | FIFA UEFA |               |                                |

| 18 de novembro de 2025 | País de Gales | –         | Macedônia do Norte | Cardiff City Stadium, Cardiff |
| 20:45 (19:45 UTC+0)    |               | FIFA UEFA |                    |                               |

## Artilharia
2 gols
- MKD Aleksandar Trajkovski
- MKD Bojan Miovski
- WAL Harry Wilson

1 gol
- BEL Jérémy Doku
- BEL Kevin De Bruyne
- BEL Maxim De Cuyper
- BEL Romelu Lukaku
- BEL Youri Tielemans
- KAZ Aleksandr Marochkin
- KAZ Askhat Tagybergen
- KAZ Maksim Samorodov
- MKD Ezgjan Alioski
- MKD Visar Musliu
- WAL Ben Davies
- WAL Brennan Johnson
- WAL Daniel James
- WAL David Brooks
- WAL Joe Rodon
- WAL Kieffer Moore
- WAL Rabbi Matondo
- WAL Sorba Thomas